# Marti Noxon
Marti Noxon (née le 25 août 1964 à Los Angeles) est une scénariste et productrice de film et de séries télévisées qui s’est mieux fait connaître pour son travail sur l’écriture et en tant que productrice déléguée de Buffy contre les vampires. 

## Biographie
Marti Noxon a grandi à Santa Monica. Son père, Nicholas, est réalisateur de documentaires. Elle sort diplômée en art dramatique du Oakes Collège à l'Université de Californie à Santa Cruz (UCSC) en 1987. Elle travaille ensuite comme assistante du réalisateur Rick Rosenthal, puis de la productrice Barbara Hall, tout en écrivant des scénarios en indépendant.
Elle s’est mariée en 2000 à Jeff Bynum, qui travaillait pour la société de production de Joss Whedon, Mutant Enemy. Elle a deux enfants. Son frère, Christopher, est écrivain et sa belle-sœur Jenji Kohan, la créatrice de la série Weeds.

### L'èreMutant Enemy(1997-2002)
Marti Noxon rejoint l’équipe d’écriture de la série télévisée Buffy contre les vampires lors de la 2e saison. Elle intègre véritablement Mutant Enemy la saison suivante, en devenant coproductrice. Lorsque le réseau Warner accepte la série dérivée Angel début 1999, Joss Whedon délègue une partie de sa charge de travail. Tandis que David Greenwalt supervise en grande partie la nouvelle série, Noxon se voit confier une responsabilité plus importante sur Buffy. Elle est ainsi à l’origine du casting d’Amber Benson pour le rôle de Tara Maclay.
Elle devient coproductrice exécutive pour la 5e saison, où elle fait aussi ses débuts de réalisatrice à l'occasion de deux épisodes. Elle passe enfin productrice exécutive et show runner pour les deux dernières saisons de la série, bien que Joss Whedon revienne occuper le poste à ses côtés dans la dernière ligne droite. Elle a ainsi la responsabilité du contrôle créatif et de l'administration journalière de la série de 2001 à 2003.
Elle est apparue en tant qu'actrice dans l’épisode musical de la saison 6 en tant que « dame à l’amende » qui se plaignait en chantant d’avoir reçu une amende pour stationnement. Elle reprend du service lors d’un épisode de la saison 7, Crise d'identité, où, dans la digression d’un personnage sur la même journée, elle chante avec un voisin (joué par son collègue David Fury qui reprenait, lui aussi, une figuration) au sujet de sa chemise tachée de moutarde. Elle a aussi chanté le thème musical du générique d’une parodie de série appelée Cordy dans l'épisode Anniversaire du spin-off Angel.
Parallèlement, elle s'aventure au cinéma en co-écrivant la comédie romantique Just a Little Harmless Sex en 1999. Elle a aussi eu un rôle mineur dans Godmoney, sorti la même année. Réalisé par Darren Doan, ce film narre les aventures d’un jeune homme qui se tourne vers le crime après avoir perdu son emploi.

### Émancipation difficile (2003-2012)
La fin de Buffy marque aussi la fin de sa collaboration avec Joss Whedon, sa participation à Angel s'étant limité à un rôle de productrice consultante sur les trois premières saisons, et le scénario d'un épisode en première année.
Elle entame alors une collaboration avec la chaîne FOX : elle enchaîne ainsi deux séries fantastiques destinées à un public adolescent : mais Still Life s'arrête au bout de six épisodes en 2004, et Point Pleasant en 2006, après seulement 8 des 13 épisodes produits de diffusés.
Parallèlement, elle officie en tant que productrice consultante au début de la 3e saison de la série d'action Prison Break (dont l'acteur principal, Wentworth Miller, a d'ailleurs joué un rôle dans un épisode de la saison 2 de Buffy). Le programme sera arrêté la saison suivante.
Elle change alors de chaîne : en 2006, elle est productrice exécutive sur la nouvelle série familiale Brothers and Sisters, qu'elle quitte néanmoins subitement au bout des deux premiers épisodes, à la suite de divergences créatives avec le créateur de la série.
Elle rejoint immédiatement l'équipe de Shonda Rhimes. En 2007, elle arrive en tant que productrice consultante sur la troisième saison de Grey's Anatomy, et passe rapidement productrice exécutive. Elle coécrit d'ailleurs un épisode avec Shonda Rhimes. Elle participe ensuite au développement du spin-off Private Practice. Elle est même nommée show runner sur la première saison, mais part avant la fin de la seconde saison, en 2008.
Elle passe ensuite à un programme prestigieux, la série historique Mad Men, sur laquelle elle officie en tant que productrice consultante sur les saisons 2 et 3. Elle sera créditée scénariste de deux épisodes.
Après un bref passage en 2009 sur la comédie Gigantic, elle enchaîne avec un nouveau poste : celui de productrice consultante entre 2011 et 2012 sur la troisième saison de la série musicale Glee. La même année, elle renoue aussi avec la fiction fantastique pour adolescents, mais au cinéma. Et ce en signant les scripts du film vampirique Fright Night et du film de science-fiction Numéro Quatre. Le premier est un échec au box-office malgré de critiques plutôt favorables, alors que le second connaît un destin opposé, succès modéré au box-office mais mauvaises critiques.

### Retour en force (2014-)
Fin 2014, elle revient enfin seule à la tête d'une nouvelle série : la comédie dramatique  Girlfriends' Guide to Divorce, diffusée sur la chaîne câblée Bravo TV, est un succès critique, et se voit renouvelée pour une seconde saison.
Durant l'été 2015, la série satirique UnREAL, qu'elle a co-créé et produit, est un nouveau succès critique surprise. Et à la rentrée, elle joue les productrices déléguées sur le pilote de la série médicale Code Black, adaptée d'un documentaire de 2013 qu'elle avait déjà co-produit.

## Filmographie

### Réalisatrice

#### Télévision
- 2000-2001 : Buffy contre les vampires, 2 épisodes : Par amour et Pour toujours
- 2016 : Girlfriends' Guide to Divorce

#### Cinéma
- 2017 : To the Bone

### Scénariste

#### Cinéma
- 1998 : Sexe, strip-tease et tequila (Just a Little Harmless Sex) de Rick Rosenthal
- 2011 : Numéro Quatre (I Am Number Four) de D.J. Caruso
- 2011 : Fright Night de Craig Gillespie
- 2017 : To the Bone d'elle-même
- 2020 : Valley Girl, retouches (non créditée)[10]

#### Télévision
- 1997-2002 : Buffy contre les vampires
- 2000 : Angel
- 2003 : Still Life
- 2005-2006 : Point Pleasant, entre le bien et le mal, créatrice
- 2006 : Brothers and Sisters
- 2007 : Grey's Anatomy d'Adam Arkin
- 2007-2008 : Private Practice
- 2008-2009 : Mad Men
- 2010-2011 : Gigantic
- 2011-2012 : Glee
- 2014-2018 : Girlfriends' Guide to Divorce, créatrice
- 2015-2018 : UnREAL, créatrice
- 2018 : Dietland, créatrice
- 2018 : Sharp Objects de Jean-Marc Vallée
- 2021-2022 : The 45 Rules of Divorce, créatrice